# Tyrrhenocythere
Tyrrhenocythere is een geslacht van kreeftachtigen uit de klasse van de Ostracoda (mosselkreeftjes).

## Soorten
- Tyrrhenocythere labiata (Terquem, 1878) Mostafawi, 1989
- Tyrrhenocythere papillosa (Schweyer, 1949) Stancheva, 1965 †
- Tyrrhenocythere pignattii Ruggieri, 1955